# Ганпаудер

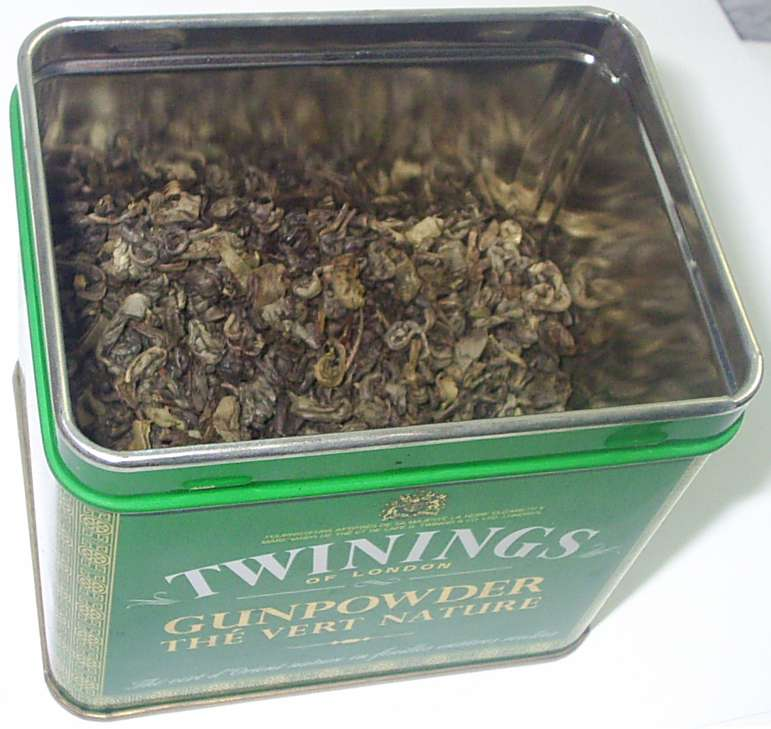
Ганпаудер

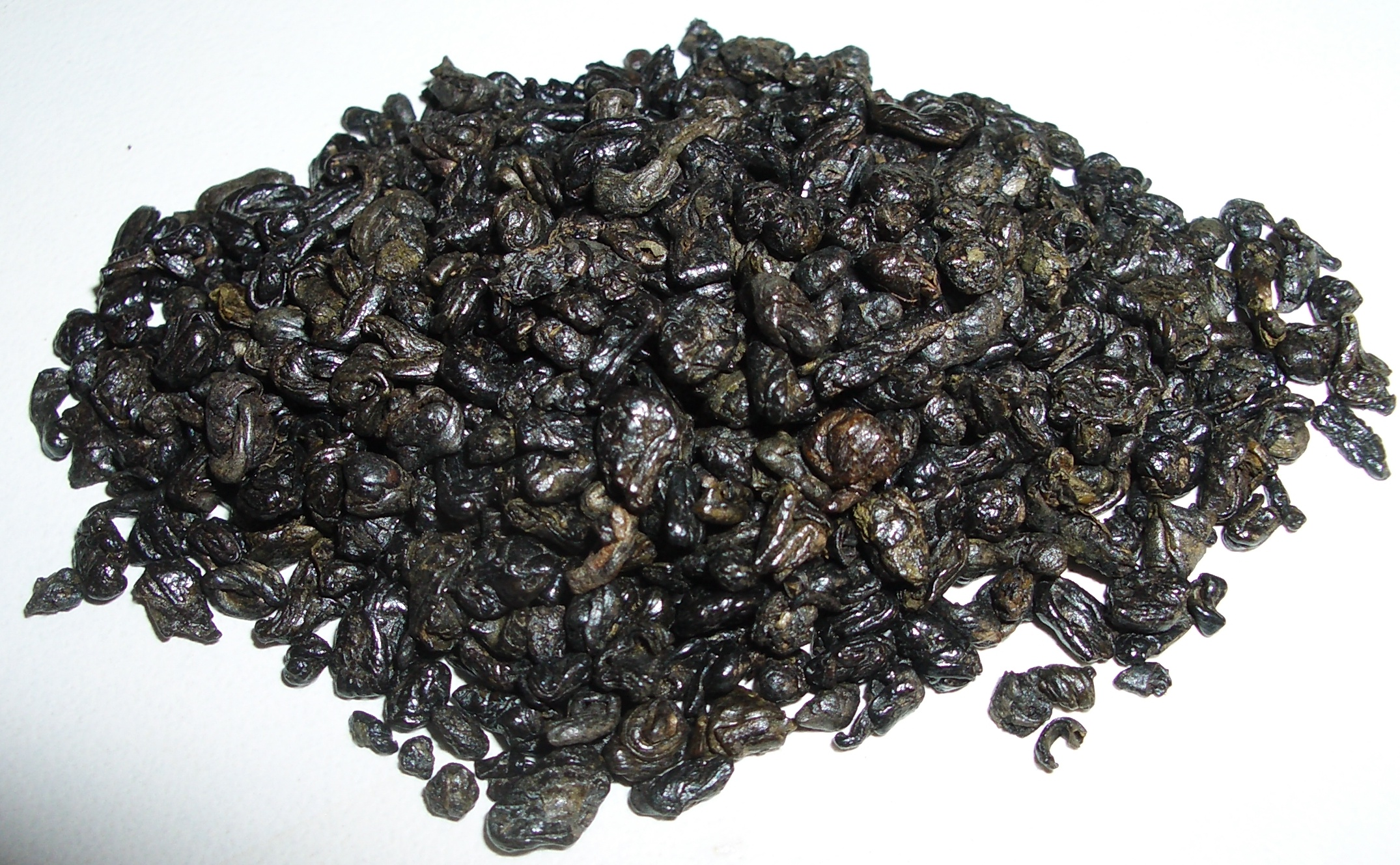
Чаїнки ганпаудера

Ганпаудер (англ. Gunpowder tea) — сорт зеленого чаю. Виробляють у провінції Чжецзян (Китай). Отримав свою назву через зовнішню схожість з порохом (Gunpowder англійською означає димний порох). Під час обробки листки скручуються поперек, у маленькі кульки, які стають схожими на порох. У Китаї цей чай називають Перлинним, так само через вигляд чаїнок.

## Смак і аромат
Цей сорт має насичений, терпкий і дещо гіркуватий смак. Аромат солодкуватий, віддає сухофруктами і димком. Колір настою має різні гами від яскраво-жовтого до кришталево прозорого.

## Методи приготування і вплив на організм
Хоча в кожного поціновувача чаю свої індивідуальні смаки і методи приготування, класичний спосіб такий. Слід узяти  чайну ложку на 150 мл. воду, заварювати за температуру близько 70 ° — 80 °C. Чайне листя не слід тримати завареними більше 2 - 3 хвилин, а для першого разу не більше хвилини. Його п'ють в обід і ввечері, із цукром, м'ятою, лимоном. Ганпаудер надає відчуття бадьорості, сприяє мисленню, відновлює функції щитоподібної залози і кровоносну діяльність організму. Чай здійснює очищення нирок, печінки, шлунково-кишкового тракту, виводить токсини, стимулює обмін речовин. Активує кисневий обмін, допомагає під час застудних захворювань. Він джерело фтору, зміцнює зубну емаль.